# Aromobates alboguttatus
Aromobates alboguttatus es una especie de anfibio anuro de la familia Aromobatidae.

## Distribución geográfica
Esta especie es endémica de la Cordillera de Mérida en Venezuela. Habita entre los 1600 y 3090 m de altitud en los estados de Mérida y Táchira.

## Descripción
El holotipo de Aromobates alboguttatus mide 25 mm. Esta especie tiene la cara dorsal negra con pequeñas manchas redondas dispuestas en series regulares a cada lado de la espalda. La parte anterior de la superficie ventral es de color marrón oscuro con manchas blancas redondas. La parte posterior es blanca, así como el lado interno de sus miembros.

## Publicación original
- Boulenger, 1903 : On some batrachians and reptiles from Venezuela. Annals and Magazine of Natural History, ser. 7, vol. 11, n.º 65, p. 481-484[5]